# Chi Cá linh cám
Chi Cá linh cám (tên khoa học: Thynnichthys) là một chi cá dạng cá chép sinh sống trong khu vực từ Ấn Độ tới Borneo.

## Các loài
Hiện người ta công nhận 4 loài trong chi này.
- Thynnichthys polylepis Bleeker, 1860: Phân bố tại Sumatra và Borneo.
- Thynnichthys sandkhol (Sykes, 1839): Phân bố trong các hệ thống sông Mahanadi, Krishna và Godavari ở Ấn Độ.
- Thynnichthys thynnoides (Bleeker, 1852): Cá linh cám. Phân bố trong lưu vực các sông Mê Kông và Chao Phraya, bán đảo Mã Lai, Sumatra, Borneo. Có thể có tại sông Mae Klong. Tên gọi trong tiếng Khmer លេញ /lǝɲ/ linh, trey kros memay, trey lenh, trey linh.
- Thynnichthys vaillanti M. C. W. Weber & de Beaufort, 1916: Phân bố tại miền đông Borneo.